# Victoria Amelina
Viktoriya Yuryivna Amelina (em ucraniano:  Вікторія Юріївна Амеліна; 1 de janeiro de 1986 - 1 de julho de 2023), mais tarde conhecida como Victoria Amelina, foi uma romancista ucraniana. Foi autora de dois romances e um livro infantil, vencedora do Prêmio Literário Joseph Conrad  e finalista do European Union Prize for Literature. 

## Biografia
Viktoriya Yuryivna Amelina nasceu em Lviv em 1 de janeiro de 1986. Ela emigrou para o Canadá com sua família aos quatorze anos e voltou para a Ucrânia logo depois. Depois de se formar em ciência da computação em Lviv, Amelina começou sua carreira em TI antes de se tornar escritora e poetisa em tempo integral em 2015.

### Carreira
A partir de 2015, quando foi publicado seu primeiro livro Синдром листопаду, або Homo Compatiens (The Fall Syndrome: about Homo Compatiens), dedicou seu tempo exclusivamente à escrita. Seu romance de estreia trata dos eventos de Maidan em 2014; o prefácio foi escrito por Jurij Izdryk. O romance recebeu vários prêmios literários e foi bem recebido por críticos e estudiosos da Ucrânia e da Europa em geral.
Em 2016, Amelina publicou um livro infantil chamado Хтось, або водяне серце (Somebody, or Water Heart).
Em 2017, ela publicou o romance Дім для Дома (Dom's Dream Kingdom) sobre a família de um coronel soviético que na década de 1990 morava no apartamento do autor judeu polonês Stanisław Lem. O romance foi selecionado para o prêmio literário LitAkcent em 2017. e o Prémio de Literatura da União Europeia em 2019.
Amelina fez parte do PEN Internacional. Em 2018, ela participou do 84º Congresso Mundial do PEN na Índia como delegada da Ucrânia e fez um discurso sobre o cineasta ucraniano e preso político na Rússia Oleg Sentsov.
Em 2022, ela também começou a escrever poesia. Sua prosa e poemas foram traduzidos para vários outros idiomas.

### Trabalho de pesquisa
Depois que a invasão russa da Ucrânia começou, ela trabalhou como pesquisadora de crimes de guerra. Em setembro de 2022, enquanto fazia pesquisas na região de Izium, ela descobriu o diário de guerra do colega escritor ucraniano Volodymyr Vakulenko, que havia sido morto pelas forças de ocupação.

## Vida pessoal e morte
Em 2022, Amelina morava em Kiev. Em 27 de junho de 2023, ela foi ferida durante o ataque russo a Kramatorsk enquanto jantava no RIA Pizza. Amelina morreu devido aos ferimentos em 1º de julho no Hospital Mechnikov em Dnipro, aos 37 anos.

#### Antologias
- «Це зробила вона, She Did It» (Видавництво «Видавництво», 2017)[24]
- «Лялька, Doll» (Видавництво Старого Лева, 2018)[24]
- «Мости замість стін, Bridges Instead of Walls» (Видавництво Старого Лева, 2020)[24]
- «Що дасть нам силу?, What Gives Us Strength» (Дух і літера, 2020)[24]
- «Ковчег „Титанік". 20 есеїв про людство зразка 2020–го, The Arc Called Titanic. 20 Essays on Humanity of 2020» (онлайн-антологія 27 Bookforum, 2020)[24]